# 9e congresdistrict van Arizona

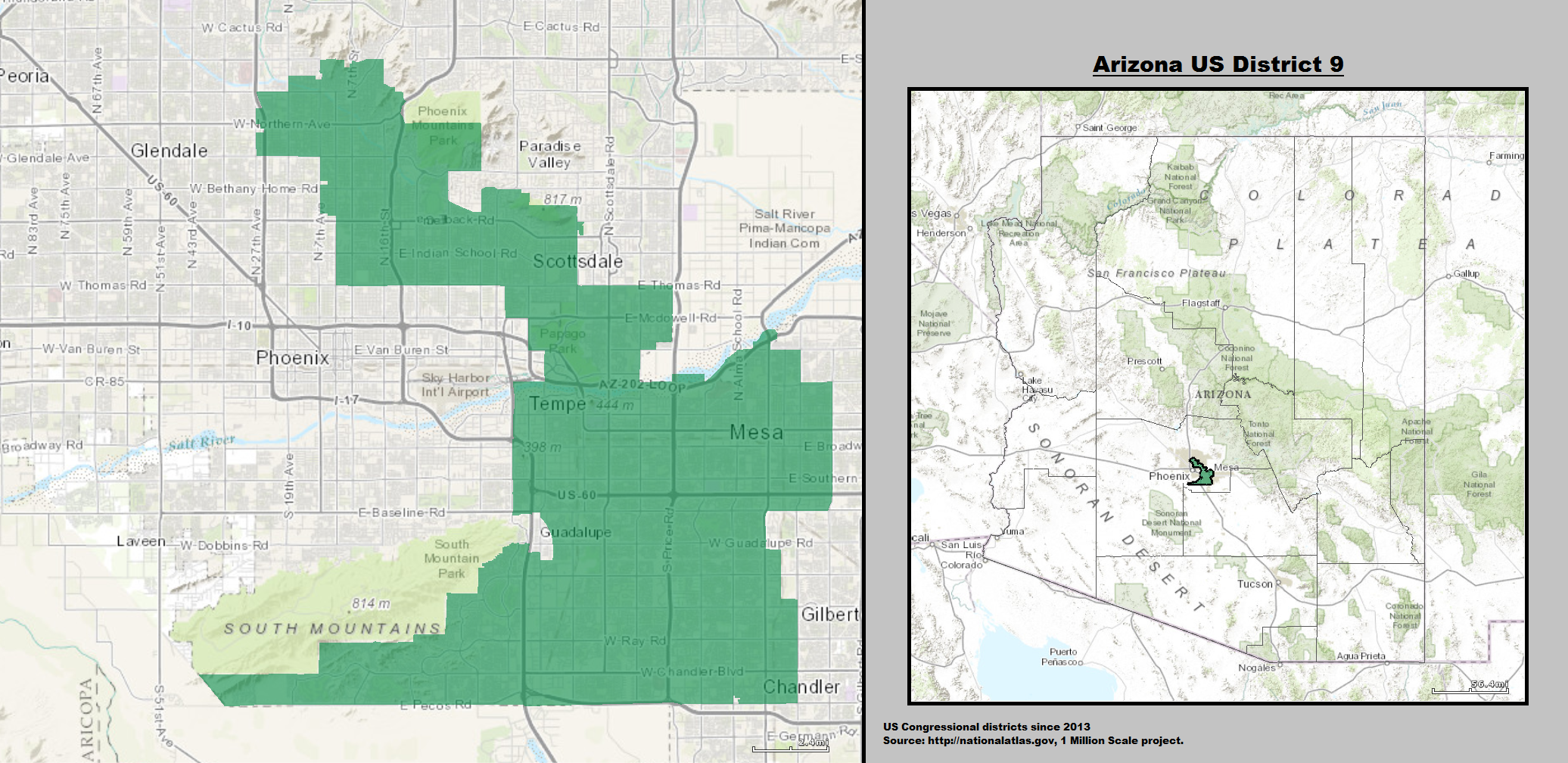
De locatie van het district in de staat Arizona.

Het 9e congresdistrict van Arizona is een kiesdistrict voor het Amerikaanse Huis van Afgevaardigden. Het district ligt rond Tempe en bevat een zuidelijk deel van Phoenix. Het district werd in 2010 gecreëerd.
Bij de eerste verkiezingen in het district in 2012 werd Democraat Kyrsten Sinema verkozen. Zij werd herkozen in 2014 en 2016. In 2018 stelde ze zich kandidaat om senator van Arizona te worden, wat ze uiteindelijk ook werd. Greg Stanton, eveneens Democraat, werd gekozen als nieuwe afgevaardigde voor het 9e district.

## Presidentsverkiezingen
| Jaar | Resultaten                             | Winnende partij | Winnende partij      |
| ---- | -------------------------------------- | --------------- | -------------------- |
| 2012 | Barack Obama 51% - 47% Mitt Romney     |                 | Democratische Partij |
| 2016 | Hillary Clinton 55% - 38% Donald Trump |                 | Democratische Partij |